# あつまれ!!メイド イン ワリオ
『あつまれ!!メイド イン ワリオ』は、2003年10月17日に任天堂から発売されたニンテンドー ゲームキューブ用パーティゲーム。メイド イン ワリオの2作目である。アメリカでは2004年4月5日に、ヨーロッパでは2004年9月3日に、それぞれ『Wario Ware, Inc. Mega Party Game$』の名称で発売された。
プチゲームは第1作目と同じだが、4人まで対戦出来る様に対戦ゲームが追加されている。また、ゲームキューブ用オプションであるGBAケーブルにも対応し、ゲームボーイアドバンス（およびSP）でのプレイも可能である。
対戦ゲームの他にも、一人プレイ用の機能としてレベルやスピードを指定してプチゲームを練習できるモードが追加されている（通常の図鑑モードのプレイと異なり、ライフの概念がなくレベルおよびスピードが固定となっている）。

## 登場キャラクター
- ワリオ

ワリオカンパニーの社長。ムービーではワリオの会社にあるテレビが勝手に壊れてしまったが、サッカーボールがぶつかったことで直った。
- ジミー

誰よりもダンサーを愛するクールガイ。ムービーでは彼女から「わたしとダンス どっちをとるの？」と聞かれるが、音楽が流れた瞬間体が勝手に踊り出してしまい、フラれてしまった。
- モナ

スクーターを乗り回す、元気な女子高生。「レストラン ソラソラ」でバイトをしている。ムービーではワリオカンパニーの社員の中で初めて3DCGで描かれたシーンがある。
- ドリブル

ダイヤモンドタクシーに勤務している、かなりスピード狂のタクシードライバー。ムービーでは先輩のスピッツと共にオービュロンを宇宙のハザマまで送り届けている。
- スピッツ

ダイヤモンドタクシーに勤務している。後輩のドリブルに対して、安全で快適な運転をしている。
- カット

伊賀忍者の子孫で、双子姉妹の姉。気が強くていたずらが大好き。ムービーではテレビで妹のアナと共に忍者のテクニックを披露している。
- アナ

カットの妹。おとなしい性格で姉のカットに回されがちだが、いざという時にはいつも助けてもらっている。
- ナインボルト

ダイヤモンド小学校に通う、ハイテクなスケボーを乗り回す任天堂マニアの少年。ムービーではテレビでDJを披露している。
- Dr.クライゴア

無人島に住んでいる天才科学者。ムービーではオービュロンの宇宙船が研究所に落っこちた後、オービュロンと一緒にタクシーに乗っている。
- オービュロン

宇宙征服を企んでいたが宇宙船が不時着しており、現在はすっかりダイヤモンドシティになじんでいる宇宙人。ムービーでは人間の女性に変身してタクシーで宇宙のハザマまで送った後、正体を現してドリブルとスピッツに子分にしてやると言ったが、2人から「どあほ」と返された。